# Dehidrataza delta aminolevulinske kiseline
Dehidrataza delta aminolevulinske kiseline je enzim koji je kod ljudi kodiran ALAD genom.
ALAD enzim se sastoji od 8 identičnih podjedinica i katalizuje kondenzaciju 2 molekula delta-aminolevulinata, čime se formira porfobilinogen (prekurzor hema, citohroma i drugih hemoproteina). ALAD katalizuje drugi korak u porfirinskom i hemnom biosintetičkom putu. Cink je esencijalan za enzimatsku aktivnost. Olovo inhibira ALAD, počevši od krvnih nivoa olova koji su nekad smatrani bezbednim (<10 μg/dL) i postoji negativna korelacija duž opseg od 5 do 95 μg/dL. Inhibicija ALAD-a olovom dovodi do anemije, prvenstveno zbog inhibicije sinteze hema i skraćivanja životnog veka cirkulišućih crvenih krvnih zrnaca, ali i zbog stimulisanja prekomerne produkcije hormona eritropoietina, što dovodi do neadekvatne maturacije crvenih krvnih zrnaca iz njihovih progenitora. Defekat u ALAD strukturnom genu može da dovede do povećane senzitivnosti na trovanje olovom i akutne hepatičke porfirije. Alternativno splajsovane transkriptne varijante koje kodiraju različite izoforme su identifikovane.

## Literatura
- Bernard A, Lauwerys R (1988). „Metal-induced alterations of delta-aminolevulinic acid dehydratase.”. Ann. N. Y. Acad. Sci. 514: 41—7. PMID 3327436. doi:10.1111/j.1749-6632.1987.tb48759.x.
- Jaffe EK (2005). „The porphobilinogen synthase catalyzed reaction mechanism.”. Bioorg. Chem. 32 (5): 316—25. PMID 15381398. doi:10.1016/j.bioorg.2004.05.010.
- Roels HA, Buchet JP, Lauwerys RR, Sonnet J (1975). „Comparison of in vivo effect of inorganic lead and cadmium on glutathione reductase system and delta-aminolevulinate dehydratase in human erythrocytes.”. British journal of industrial medicine. 32 (3): 181—92. PMC 1008057 . PMID 1156566. doi:10.1136/oem.32.3.181.
- Ishida N, Fujita H, Fukuda Y,  . (1992). „Cloning and expression of the defective genes from a patient with delta-aminolevulinate dehydratase porphyria.”. J. Clin. Invest. 89 (5): 1431—7. PMC 443012 . PMID 1569184. doi:10.1172/JCI115732.
- Dawson SJ, White LA (1992). „Treatment of Haemophilus aphrophilus endocarditis with ciprofloxacin.”. J. Infect. 24 (3): 317—20. PMID 1602151. doi:10.1016/S0163-4453(05)80037-4.
- Astrin KH, Kaya AH, Wetmur JG, Desnick RJ (1991). „RsaI polymorphism in the human delta-aminolevulinate dehydratase gene at 9q34.”. Nucleic Acids Res. 19 (15): 4307. PMC 328595 . PMID 1678509. doi:10.1093/nar/19.15.4307-a.
- Wetmur JG, Kaya AH, Plewinska M, Desnick RJ (1991). „Molecular characterization of the human delta-aminolevulinate dehydratase 2 (ALAD2) allele: implications for molecular screening of individuals for genetic susceptibility to lead poisoning.”. Am. J. Hum. Genet. 49 (4): 757—63. PMC 1683158 . PMID 1716854.
- Plewinska M, Thunell S, Holmberg L,  . (1991). „delta-Aminolevulinate dehydratase deficient porphyria: identification of the molecular lesions in a severely affected homozygote.”. Am. J. Hum. Genet. 49 (1): 167—74. PMC 1683193 . PMID 2063868.
- Potluri VR, Astrin KH, Wetmur JG,  . (1987). „Human delta-aminolevulinate dehydratase: chromosomal localization to 9q34 by in situ hybridization.”. Hum. Genet. 76 (3): 236—9. PMID 3036687. doi:10.1007/BF00283614.
- Gibbs PN, Jordan PM (1986). „Identification of lysine at the active site of human 5-aminolaevulinate dehydratase.”. Biochem. J. 236 (2): 447—51. PMC 1146860 . PMID 3092810.
- Wetmur JG, Bishop DF, Cantelmo C, Desnick RJ (1986). „Human delta-aminolevulinate dehydratase: nucleotide sequence of a full-length cDNA clone.”. Proc. Natl. Acad. Sci. U.S.A. 83 (20): 7703—7. PMC 386789 . PMID 3463993. doi:10.1073/pnas.83.20.7703.
- Wetmur JG, Bishop DF, Ostasiewicz L, Desnick RJ (1986). „Molecular cloning of a cDNA for human delta-aminolevulinate dehydratase.”. Gene. 43 (1-2): 123—30. PMID 3758678. doi:10.1016/0378-1119(86)90015-6.
- Doss M, von Tiepermann R, Schneider J (1981). „Acute hepatic porphyria syndrome with porphobilinogen synthase defect.”. Int. J. Biochem. 12 (5-6): 823—6. PMID 7450139. doi:10.1016/0020-711X(80)90170-6.
- Kaya AH, Plewinska M, Wong DM,  . (1994). „Human delta-aminolevulinate dehydratase (ALAD) gene: structure and alternative splicing of the erythroid and housekeeping mRNAs.”. Genomics. 19 (2): 242—8. PMID 8188255. doi:10.1006/geno.1994.1054.
- Akagi R, Yasui Y, Harper P, Sassa S (1999). „A novel mutation of delta-aminolaevulinate dehydratase in a healthy child with 12% erythrocyte enzyme activity.”. Br. J. Haematol. 106 (4): 931—7. PMID 10519994. doi:10.1046/j.1365-2141.1999.01647.x.
- Akagi R, Shimizu R, Furuyama K,  . (2000). „Novel molecular defects of the delta-aminolevulinate dehydratase gene in a patient with inherited acute hepatic porphyria.”. Hepatology. 31 (3): 704—8. PMID 10706561. doi:10.1002/hep.510310321.
- Kervinen J, Jaffe EK, Stauffer F,  . (2001). „Mechanistic basis for suicide inactivation of porphobilinogen synthase by 4,7-dioxosebacic acid, an inhibitor that shows dramatic species selectivity.”. Biochemistry. 40 (28): 8227—36. PMID 11444968. doi:10.1021/bi010656k.